# 天门南站
天门南站是沪蓉铁路汉宜铁路段的一座车站，设于天门市天门工业园，距天门市中心约37km，仙桃市中心3km。

## 站名渊源
汉宜铁路原“仙桃站”设在天门境内，天门市后要求将设在天门仙北工业园境内的原“仙桃站”站名予以变更为天门南站。 　　
仙桃市后选择在位于仙桃市三伏潭镇以北封口头村和雷场村之间设置“仙桃西站”。

## 趣闻
由于本站到到仙桃市中心的直线距离仅3公里，到天门市区的直线距离要超过40公里，故列车乘务员会提醒乘客若要前往仙桃需要在本站下车。因此，本站被网友称为“中国最搞笑的高铁站”。